# Charleville (Australia)
Charleville – miejscowość w Australii, w stanie Queensland, nad rzeką Warrego (dorzecze Darling). Około 5 tys. mieszkańców.